# Chen Kang
Chen Kang (en chino: 陳康; 24 de noviembre de 1965) es un deportista chino que compitió en bádminton, en la modalidad de dobles.
Ganó dos medallas en el Campeonato Mundial de Bádminton, plata en 1989 y bronce en 1993.

## Palmarés internacional
| Campeonato Mundial | Campeonato Mundial       | Campeonato Mundial | Campeonato Mundial |
| Año                | Lugar                    | Medalla            | Prueba             |
| ------------------ | ------------------------ | ------------------ | ------------------ |
| 1989               | Yakarta (Indonesia)      | Medalla de plata   | Dobles             |
| 1993               | Birmingham (Reino Unido) | Medalla de bronce  | Dobles             |